# Мордовець Андрій Микитович
Андрій Микитович Мордове́ць (нар. 26 серпня 1918, Куличка — пом. 13 грудня 2006, Чернігів) — український живописець, член Спілки художників України з 1961 року.

## Біографія
Народився 26 серпня 1918 року в селі Куличці (тепер Сумський район Сумської області, Україна). Навчався у Харківському художньому училищі в майстерні В. Корбинського. Брав участь у німецько-радянській війні.
Впродовж 1945—1951 років навчання в Ленінграді в Інституті мистецтва та архітектури імені Іллі Рєпіна, де його викладачами були Б. Ольховський, І. Сорокін, Р. Френц.
З квітня 1953 року працював у Чернігівських художньо-виробничих майстернях. Жив у Чернігові в будинку на вулиці Володимирівській № 1а. Трагічно загинув в Чернігові 13 грудня 2006 року.

## Творчість
Працював у галузі станкового живопису. Автор творів історичного жанру та пейзажів. Серед робіт:
- «Штурм лінії Маннергейма» (1940);
- «Клятва» (1943);
- «Повінь на Десні» (1953);
- «Серпневе повстання в місті Ніжині» (1957);
- «Гайдамаки» (1961);
- «Узимку» (1961);
- «Гречка цвіте» (1963);
- «Качанівка» (1964);
- «Осінь у Карпатах» (1965);
- «В Богунський полк до Щорса» (1967);
- «Осінь за Десною» (1967);
- «Ріка Дністер» (1968);
- «Прорив» (1970);
- «Десна» (1971);
- «Річка Удай на Прилуччині» (1974);
- «Тетянка» (1974);
- «Новгород-Сіверський»;
- «Осінь на Удаї»;
- «Болдині гори»;
- «Іллінська церква»;
- «Повінь на Кордовці»;
- «Синевирська Поляна» (1982);
- «Вечір в Карпатах» (1985);
- «Новобудови Чернігова» (1986);
- «Мезинські простори» (1986);
- «Чернігівська осінь» (1987);
- «Осінь в Карпатах» (1989);
- «Горобина» (1993);
- «Останній кошовий» (1993);
- «1933-й рік. Автопортрет» (1993);
- «Батуринська трагедія» (1993);
- «Князь Чорний» (1994);
- «Вечір» (1994);
- «Натюрморт із флоксами» (1995);
- «Село Боброве» (1995);
- «Рання весна» (1996);
- «Зима в Чернігові» (1996);
- «Весняне сонце» (1997);
- «Сонячний день» (1997);
- «Вечір в Карпатах» (1997).

Брав участь у республіканських та обласних виставках з 1961 року. Персональні відбулися в Чернігові у 1963, 1969, 1984, 1988, 1994, 1996, 1998 роках, Брянську у 1985 році, Лебедині у 1996—1997 роках.
Окремі картини зберігаються у Чернігівському і Лебединському художніх музеях.

## Відзнаки
- Нагороджений
  - орденом Вітчизняної війни II-го ступеня (6 квітня 1985);
  - медалями «За оборону Ленінграда» (22 грудня 1942), «За бойові заслуги» (26 січня 1945), «За перемогу над Німеччиною» (9 травня 1945)[2];
- Чернігівська обласна премія імені Михайла Коцюбинського за 1993 рік;
- Заслужений художник України з 2006 року.